# Bukit Beruang
Bukit Beruang – miasto w Brunei, w dystrykcie Tutong.